# Sparkasse Schwyz
Die Sparkasse Schwyz AG ist eine in den Kantonen Nidwalden, Obwalden und Schwyz tätige, 1812 gegründete, Schweizer Regionalbank. Seit der Integration der Tochtergesellschaft Sparkasse Engelberg im Jahr 2014, ist die Sparkasse Schwyz AG die grösste Regionalbank der Zentralschweiz und zusätzlich die älteste Regionalbank der Schweiz.

## Tätigkeitsgebiet
Ihr Tätigkeitsgebiet liegt bei Bankdienstleistungen wie dem Spar- und Hypothekargeschäft und der Anlageberatung. Neben ihrem Hauptsitz in Schwyz verfügt die Bank über weitere Niederlassungen in Altendorf, Brunnen, Engelberg, Goldau, Küssnacht am Rigi und Stans.

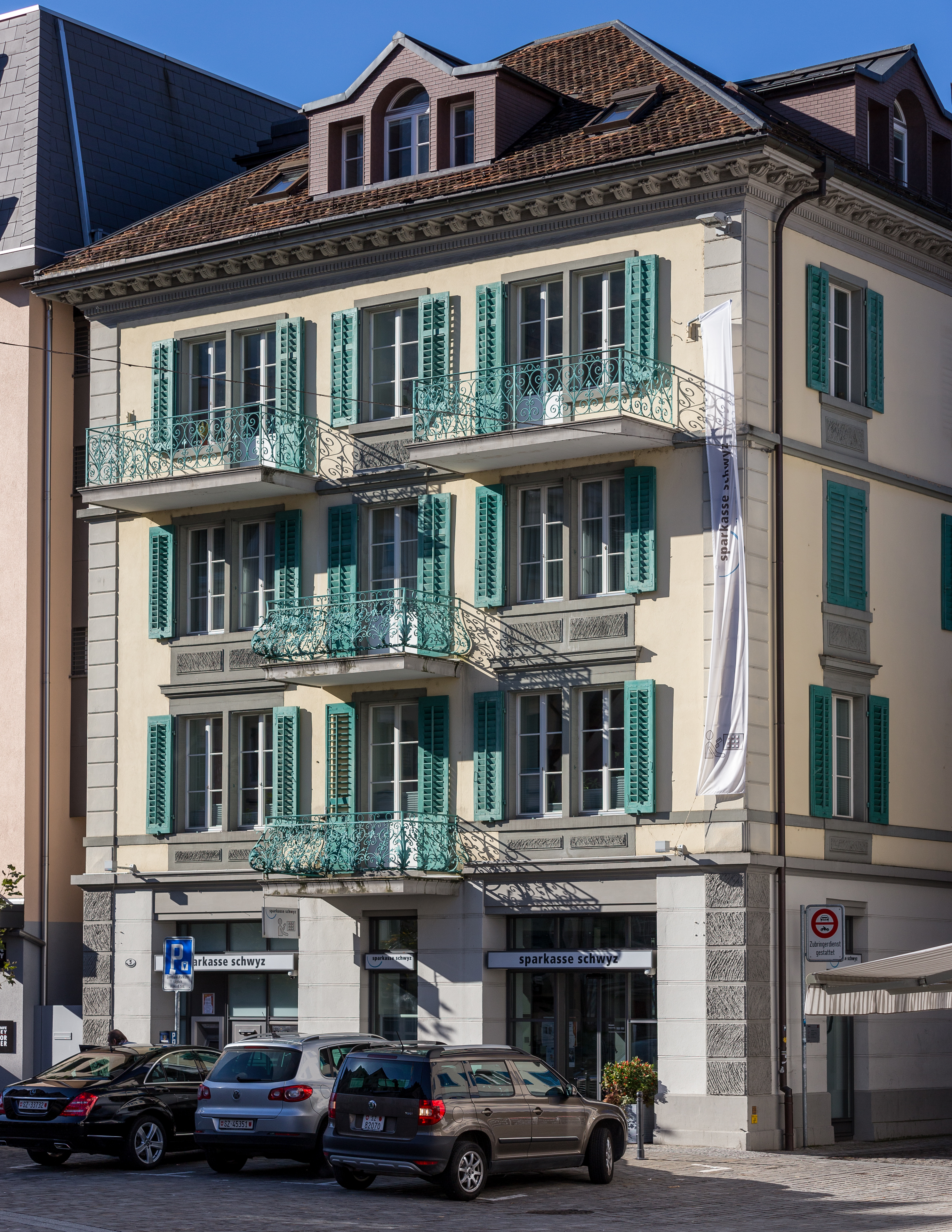
Niederlassung in Brunnen

Die Bank ist Mitglied des ESPRIT-Netzwerkes. Dieses ist ein Verband mit dem Zweck des gemeinsamen Betriebes der Informatik sowie der zentralen Beschaffung und des Unterhalts von Gütern und Dienstleistungen.

## Geschichte
1812 wurde die „Ersparniskasse im Kanton Schwyz“ durch Augustin Schibig gegründet.
1891 erschien der erste gedruckte Jahresbericht.
1900 betrug die Bilanzsumme 5,9 Millionen Schweizer Franken.
1963 erhielt die „Sparkasse der Gemeinde Schwyz“ erstmals ein eigenes Logo,
1974 überstieg die Bilanzsumme erstmals 100 Millionen Schweizer Franken.
1975 verkürzte die Bank ihren Namen auf „Sparkasse Schwyz“ und stieg in die elektronische Datenverarbeitung ein.
1984 wurde in Goldau die erste Niederlassung eröffnet.
1995 wurde die Niederlassung der Sparkasse Schwyz in Brunnen eröffnet.
2004 stimmte das Schwyzer Volk mit grosser Mehrheit für die Umwandlung in eine Aktiengesellschaft.
2005 führte die Sparkasse Schwyz AG die erste Kapitalerhöhung durch.
2009 öffnete die vierte Niederlassung der Sparkasse in Küssnacht am Rigi ihre Tore.
2014 wurde die Sparkasse Engelberg in die Sparkasse Schwyz integriert.
2015 übergab Rainer K. Zörner den Vorsitz an Heinz Wesner, welcher 10 Jahre die im Vorjahr eingegliederte Sparkasse Engelberg geleitet hatte. Die Sparkasse begann Mobile Banking anzubieten. An der Generalversammlung wurde erstmals eine Frau in den Verwaltungsrat gewählt.
2017 trat Felix Keller an der 13. Generalversammlung nach 15 Jahren als Präsident des Verwaltungsrates zurück und Pirmin Zehnder übernahm sein Amt. 
2019 wurde die Bank Mitglied des im Jahr 2006 gegründeten ESPRIT Netzwerks. Dieser Zusammenschluss brachte der Sparkasse vor allem tiefere Betriebskosten und grösseres Know-how in technischen Belangen.
2021 wurde ein neues Kundenportal eingeführt. Die Niederlassung in Brunnen wurde zur Beraterbank umgebaut. Die älteste Regionalbank der Schweiz knackte erstmals die 2-Milliarden-Grenze der Bilanzsumme.
2023 trat Pirmin Zehnder an der 19. Generalversammlung als Präsident des Verwaltungsrates zurück und Ivan Marty übernahm sein Amt.
2024 wurde eine neue Niederlassung auf Ende 2024 in Altendorf angekündigt.

## Organisation
Das oberste Bankorgan der Sparkasse Schwyz AG ist der Verwaltungsrat, welcher sich aus sieben Mitgliedern zusammensetzt. Als Präsident wirkt seit 2023 Ivan Marty. Der Verwaltungsrat wird jeweils an der Generalversammlung von den Aktionären gewählt.
Die operative Leitung liegt bei der Geschäftsleitung. Diese besteht aus drei Mitgliedern und wird durch Heinz Wesner geführt.